# Kościół św. Antoniego w Karsku
Kościół św. Antoniego w Karsku – katolicki kościół filialny zlokalizowany we wsi Karsko w gminie Nowogródek Pomorski, w powiecie myśliborskim (województwo zachodniopomorskie). Należy do parafii Matki Bożej Królowej Polski w Nowogródku Pomorskim.

## Historia i architektura
Kościół został wzniesiony w 2. połowie XIII wieku. Pod koniec XIX wieku został przebudowany w stylu neogotyckim. Do prostokątnej nawy świątyni od strony południowej dostawiona jest kruchta. Korpus nakryty jest dwuspadowym dachem. Kościół posiada czterokondygnacyjną wieżę. Mury obwodowe korpusu, kruchty i wieży murowe są z kamieni granitowych, górną kondygnację wieży oraz ościeża portali i okien murowane są z cegły. Wieża nakryta jest wielobocznym dachem hełmowym zwieńczonym krzyżem. W szczycie wschodnim znajdują się trzy ostrołukowe okna.
Wnętrze nakrywa drewniany, belkowany strop. Ściany wewnętrzne są otynkowane. Nad wejściem znajduje się XIX-wieczna drewniana empora chórowa. Pokryty polichromią, wykonany z drewna ołtarz pochodzi z XVIII wieku. Zachowała się także neogotycka, żeliwna chrzcielnica.
Po II wojnie światowej kościół został konsekrowany jako świątynia katolicka w dniu 26 maja 1947 roku.